# 整合营销
整合行销（英語：Integrated marketing），即整合行销传播（英語：Integrated marketing communications），指将一个企业的各种传播方式加以综合集成，其中包括一般的广告、与客户的直接沟通、促销、公共關係等。從管理的面向出發，包含生產、銷售、人力資源、研發、財務等管理元素，並且整合个別分散的传播信息，从而使得企业及其产品和服务的总体传播效果达到明确、连续、一致和提升。

## 定义
营销专家唐·E·舒尔茨（Don E. Schultz）1993年在《整合营销传播》一书中给出的定义：
——整合营销传播是将所有与产品或服务有关的信息来源加以管理的过程，使客户以及潜在客户接触整合的信息，并且产生购买行为，并维持消费忠诚度。
唐·E·舒尔茨形容传统营销是“消费者请注意”，而整合营销是“请注意消费者”。

Duncan & Moriarty（1997）認為行銷策略必須重新整合，並藉著科技進步之力來提出行銷問題的癥結。因此認為整合行銷：
——整合行銷傳播是經營有利品牌關係的一種交互作用，率領企業與客戶共同學習來維持品牌溝通策略上的一致性；並加強顧客、企業與關係利益人之間積極的對話，以推動增進品牌信賴度的企業任務」（廖宜怡譯，1999）。
而根據美國生產力與品質中心（American Productivity and Quality Center）所給予整合行銷傳播的定義為：
——整合行銷傳播是一種策略性經營流程，用於長期規劃、發展、執行與評估可衡量的、協調一致的、有說服力的品牌傳播計畫，並以消費者、顧客、潛在顧客和其他內外部的相關目標為受眾」（戴至中、袁世珮譯，2004）

Percy（1997）則認同美國廣告協會（4A）與麥迪爾學院（Medill）對IMC的定義，即整合行銷傳播是一種與消費者溝通的過程，而非一個簡單的行銷動作。且主張：
——將企業內所有的行銷計劃加以整合便稱為整合行銷傳播，而整合行銷傳播的關鍵在於企劃及傳播一致性訊息的傳遞能力，而其策略性規劃流程，而目標市場是首要考慮任務。」（Percy，1997）。

Brannan點出企業使用整合行銷的好處有兩點：
——第一，清楚傳遞什麼樣的訊息，把傳遞訊息給誰，並且保持訊息的一致性；這樣不僅避免困惑的產生，還能獲得顧客的青睞進而留住顧客。第二，定期強化一致性的訊息，讓預算發揮功效；一致性的傳播能讓企業降低生產成本，使企業能更輕鬆的維持品牌訊息。」（陳琇玲譯，2000）